# Henryk Spustek
Henryk Spustek (ur. w 1960) – doktor habilitowany nauk wojskowych, dziekan Wydziału Nauk o Bezpieczeństwie Wyższej Szkoły Oficerskiej Wojsk Lądowych we Wrocławiu (2010–2014), profesor nadzwyczajny Uniwersytetu Opolskiego.

## Życiorys
W 1985 ukończył studia fizyczne na Uniwersytecie Marii Curie-Skłodowskiej w Lublinie, do 1989 pracował na macierzystej uczelni, od 1989 w Akademii Sztabu Generalnego, a po jej przekształceniu w 1990 – w Akademii Obrony Narodowej. W 1991 na Wydziale Matematyki i Fizyki Uniwersytetu Marii Curie-Skłodowskiej uzyskał na podstawie rozprawy pt. Oddziaływanie nadsubtelne w stopach Laves'a typu RE (Fe1-xAlx)2, gdzie RE + Zr,Y stopień doktora nauk fizycznych dyscyplina fizyka specjalność fizyka doświadczalna. W 2003 na Wydziale Wojsk Lądowych Akademii Obrony Narodowej na podstawie dorobku naukowego oraz monografii pt. Przewaga w walce i operacji otrzymał stopień doktora habilitowanego nauk wojskowych w specjalności dowodzenie wojskami.
Był też nauczycielem akademickim w Wyższej Szkole Oficerskiej Wojsk Lądowych im. Generała Tadeusza Kościuszki we Wrocławiu. W latach 2010–2014 był dziekanem Wydziału Nauk o Bezpieczeństwie Wyższej Szkoły Oficerskiej Wojsk Lądowych we Wrocławiu. Został profesorem nadzwyczajnym na Wydziale Prawa i Administracji Uniwersytetu Opolskiego i objął tam stanowisko kierownika Zakładu Nauk o Bezpieczeństwie.
Został członkiem Międzynarodowego Towarzystwa Naukowego „Fides et Ratio”.

## Wybrane publikacje
- Bezpieczeństwo personalne a bezpieczeństwo strukturalne II. Terroryzm i inne zagrożenia, (współautorka: T. Grabowska), Wrocław 2014.
- Równania różniczkowe, Wrocław 2012.
- Obywatel w mundurze. Aksjologiczny wymiar funkcjonowania nowoczesnych sił zbrojnych, (red. nauk.) Wrocław 2012.
- Zjawiska emisji elektromagnetycznej a bezpieczeństwo informacyjne, Warszawa 2007.
- Komputerowe wspomaganie podejmowania decyzji w procesie dowodzenia, Warszawa 2007.
- Model przewagi i jego implementacja komputerowa, Warszawa 2006.[4]